# Porte de la Chapelle (metropolitana di Parigi)
Porte de la Chappelle è una stazione della linea 12 della metropolitana di Parigi.

## La stazione
La stazione venne aperta nel 1916.
Essa verrà ristrutturata in occasione del prolungamento della linea verso nord. Nel 2009 verrà iniziata la costruzione di un nuovo ascensore per aprire un accesso supplementare che sarà pronto nel 2012.
La porte de la Chapelle-Saint-Denis è stata una porta delle fortificazioni del 1840 che controllava la strada imperiale n. 1 Calais - Saint-Denis a cui faceva seguito la rue de la Chapelle, ex Grand-Rue del comune di la Chapelle (riannesso nel 1860). Segue il tracciato dell'antica via romana da Lutezia verso le città del nord.

## Interconnessioni
- Bus RATP - 65, PC3, 153, 239, 252, 302, 350
- Noctilien - N43, N120, N121